# Antje Peters-Hirt
Antje Peters-Hirt (* 1953) ist eine deutsche Germanistin und ehemalige Direktorin der Gesellschaft zur Beförderung gemeinnütziger Tätigkeit in Lübeck.

## Leben
Peters-Hirth legte 1973 auf dem Katharineum zu Lübeck das Abitur ab und studierte Germanistik. Peters-Hirt ist eine ehrenamtlich tätige Managerin, die an der Gestaltung des kulturellen und sozialen bürgerlichen Engagements in der Hansestadt Lübeck großen Anteil hat. Sie ist seit den 1990er Jahren Mitglied des Kuratoriums der Petrikirche, die während dieser Zeit  zur Kulturkirche entwickelt wurde. In diesem Rahmen beteiligte sie sich seit 2001 mit  Beiträgen an den dort stattfindenden Petrivisionen und führt die Literarische Nacht durch. Als Förderin der Lübecker Museen machte sie sich besonders für das Lübecker Völkerkunde-Museum im Zeughaus am Dom stark, konnte aber dessen Schließung durch die Lübecker Lokalpolitik nicht verhindern. Als Mitglied der Gesellschaft zur Beförderung gemeinnütziger Tätigkeit seit 1992 wurde sie 2004 in deren Vorsteherschaft gewählt und war von 2006 bis 2011 für zwei Amtsperioden gewählte Direktorin der Gesellschaft. Seit 2006 gehört sie auch dem Vorstand der Gemeinnützigen Sparkassenstiftung zu Lübeck an. Antje Peters-Hirt wurde für ihr Engagement im Ehrenamt am 24. November 2009 von Ministerpräsident Peter Harry Carstensen in der Schleswig-Holsteinischen Landesbibliothek mit dem Verdienstorden am Bande ausgezeichnet.

## Schriften
- Dokumentation zum Stadtprojekt "Dem Reich der Freiheit werb' ich Bürgerinnen" : in Lübeck vom 12.3. – 31.5.1995, Lübeck 1995 ff. (5 Bände), (Herausgeberin)
- Vom Bewußtsein der weiblichen Würde, Lübeck 1997 (Mitherausgeberin)
- 50 Jahre Nordische Filmtage Lübeck, Lübeck 2009